# Црква Светог Николе у Словињу
Црква Светог Николе се налазила у Словињу, насељеном месту у општини Липљан, на Косову и Метохији. Представља непокретно културно добро као споменик културе.
Црква посвећена Светом Николи подигнута је у 16. веку. Први пут је порушен у 19. веку, а сав грађевински материјал продали компанији која је градила косовску железничку пругу (1871—1873).
Црква је обновљена 1996. године.

## Разарање цркве 1999. године
Након доласка британских снага КФОР-а, храм је у јуну 1999. године је прво разорен, од стране албанских екстремиста, а потом 17. јула 1999. миниран и уништили до темеља.